# 克羅皮維謝
48°26′25″N 25°5′45″E / 48.44028°N 25.09583°E
克羅皮維謝（烏克蘭語：Кропивище），是烏克蘭的村落，位於該國西部伊萬諾-弗蘭科夫斯克州，由科洛梅亞區負責管轄，面積7.76平方公里，2001年人口479，人口密度每平方公里61.7人。